# Новітня філологія
«Новітня філологія» — український науково-методичний журнал для філологів. 

## Історія
Заснований у 1992 році в Запоріжжі.
Спочатку видавцем був Запорізький університет, журнал друкували як збірник матеріалів міжнародної щодворічної конференції «Нові підходи до філології у вищій школі», від 9 номеру (2000 року) назва — «Нова філологія». Від 21 номеру (2005 року) видавав у Миколаєві Чорноморський університет під тією ж назвою: до 6 номерів на рік, обсягом до 30 друкованих аркушів, вміщував статті різними європейськими мовами.
До 2019 року вийшло 54 номери. Друк припинено у 2019 році через брак коштів. Видання журналу ЗНУ «Нова філологія» продовжувалося; головний редактор — Приходько Ганна Іллівна.
Головним редактором з 1992 по 2019 рік був Науменко Анатолій Максимович, він же був організатором конференції.